# TheDraw
TheDraw — текстовый редактор для MS-DOS для создания ANSI-графики и анимации, а также ASCII-графики. Редактор особенно полезен для создания или редактирования файлов в формате ANSI и текстовых документов, использующих печатные символы из кодовых страниц IBM ASCII, поскольку они более не поддерживаются Microsoft Windows. Первая версия редактора была разработана в 1986 г. Ианом Дэвисом из TheSoft Programming Services. Последней доступной версией редактора является 4.63, выпущенная в октябре 1993 г.
TheDraw был первым среди ANSI-редакторов, который поддерживающим более 25 строк ANSI-символов. Предел количества строк последней версии составляет 100 строк. Прочие редакторы, такие как ACiDDraw поддерживают более 100 строк ANSI-символов в одном файле ANSI/ASCII (ACiDDraw поддерживает 1,000 строк). В режиме анимации количество строк ограничено 50. Количество колонок может быть увеличено из стандартных 80 символов до 160, однако это также уменьшает количество строк до 50.

## Совместимость с Microsoft Windows
TheDraw стабильно работает в окне MS-DOS Windows XP и поддерживает управление мышью. Однако в Windows Vista программа выполняется некорректно. Для запуска можно воспользоваться DOSBox.

## Особенности
Характерные особенности редактора:
- Поддержка мыши для выделения блоков текста в редакторе ( даже под управлением Windows в оконном и полноэкранном режиме)
- Для выделенной области/блока существует ряд уникальных функций

- Заполнения (Fill) для изменения цвета всей секции текста.
- Копирования/перемещения (Copy/Move) целых блоков внутри документа.
- Очищения (Erase) выделенной области без изменения положения окружающих символов.
- Замены (rePlace) содержимого выделенной области содержимым "буфера обмена" TheDraw.
- Сохранения/загрузки (Load/Save) выделенной области.

- Менеджер шрифтов для создания/изменения и организации ASCII- и ANSI-шрифтов для использования в редакторе
- Большее количество поддерживаемых форматов файлов в дополнение к ANSI (.ANS) и тексту (.ASC).

- Проприетарный PCBoard (.PCB) и Wildcat! BBS (.BBS) форматы файлов.
- Стандартный формат AVATAR (.AVT), определённый FidoNet.
- Сохранение файлов для различных языков программирования, включая Assembler (.ASM), C (.H) и Turbo Pascal (.PAS).
- Возможность сохранять ANSI как .COM бинарный файл, .BIN и объектный модуль (.OBJ).
- Прочие поддерживаемые форматы: BSave (.BSV) и резервных файлов (.BAK)

- Исчерпывающие вспомогательные экраны
- Предустановленные анимации перехода, чтобы стереть или изменить изображение.
- Поддержка ANSI-анимации (создание и изменение)
- "Режим рисования",автоматически использующий соответствующий символ из выбранного набора для рисования линий и углов за счёт использования кнопок направления (вверх/вниз/влево/вправо)
- Изначальные наборы символов могут быть изменены или расширены